# Epilobium tibetanum
Epilobium tibetanum är en dunörtsväxtart som beskrevs av Haussk.. Epilobium tibetanum ingår i släktet dunörter, och familjen dunörtsväxter. Inga underarter finns listade i Catalogue of Life.